# Бойня на озере Маджоре

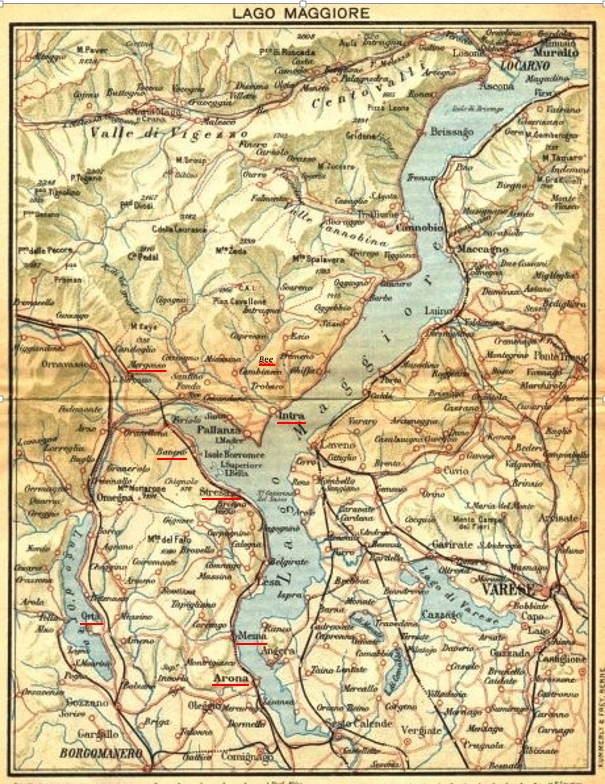
Карта озера Маджоре 1930-х годов с местами массовых убийств, подчеркнутыми красным

Бойня на озере Маджо́ре — серия военных преступлений нацистов во Второй мировой войне недалеко от озера Лаго-Маджоре в Италии в сентябре и октябре 1943 года. Несмотря на приказ не совершать никаких актов насилия в отношении гражданского населения после капитуляции Италии, военнослужащие дивизии СС «Лейбштандарт» убили 56 итальянских и греческих евреев. Тела были затоплены в озере, но одно было вынесено на берег в соседней Швейцарии, что привлекло международное внимание к убийству и побудило к безрезультатному расследованию. Эту бойню часто называют первым немецким расстрелом евреев в Италии во время Второй мировой войны.
Данное военное преступление стало предметом судебного разбирательства в Западной Германии в 1968 году, в ходе которого пятеро обвиняемых были признаны виновными, но позднее, несмотря на все споры, были освобождены после вердикта Верховного суда Германии, постановившего, что срок давности по делу истек.

## Предыстория
После капитуляции Италии 8 сентября 1943 года 1-я танковая дивизия СС «Лейбштандарт СС Адольф Гитлер» дислоцировалась на севере Италии после возвращения с Восточного фронта. Дивизия получила строгий приказ не совершать актов насилия против мирного населения. Несмотря на это, подразделение дивизии под командованием Иоахима Пайпера совершило бойню в Бовесе — 19 сентября 1943 года в отместку за пленение двух немецких солдат убило 23 мирных жителя, несмотря на последующее освобождение этих двух пленных.
Далее, несмотря на запрет, дивизия начала преследовать еврейских беженцев, пытавшихся бежать из бывшей итальянской оккупационной зоны во Франции. Нацисты арестовывали и убивали евреев и грабили их имущество. Это приняло такие масштабы, что командир корпуса СС Пауль Хауссер приказал прекратить эту практику, потому что по законам нацистской Германии арест евреев и конфискация их имущества являлись исключительной прерогативой полиции безопасности и СД.

## Резня
Сразу после капитуляции Италии батальон дивизии «Лейбштандарте» был размещён на западном берегу озера Маджоре для содействия разоружению итальянской армии. В деревнях на этом берегу озера проживало несколько еврейских семей: часть из них были беженцами из Греции, другие — из Италии. Информация об их личности и местонахождении была передана немцам местными итальянскими фашистами.
По этим сведениям члены дивизии арестовали более 50 евреев. Самым известным из последующих расправ над ними стало убийство шестнадцати заключенных в гостинице «Мейна» в Мейне. 19 сентября 1943 года офицеры дивизии, причастные к этому, провели совещание, на котором было принято решение расстрелять еврейских мужчин, женщин и детей и утопить их тела в озере. Еврейских узников небольшими группами вывели в ночь с 22 на 23 сентября в местный лес и расстреляли. Затем тела поместили в мешки, набитые камнями, вывезли на лодках в озеро и утопили.
Несколько других еврейских заключённых были убиты и затем похоронены в братских могилах. Лишь немногим из удалось бежать, а одной еврейской семье удалось выжить благодаря турецким паспортам и помощи турецкого консула, который организовал для них выезд в Швейцарию.
Помимо шестнадцати убийств в Мейне 22 и 23 сентября, четырнадцать евреев были убиты в Бавено между 14 и 22 сентября, двое 15 сентября в Пьян-ди-Нава, недалеко от Премено, девять в Ароне, и трое в Мергоццо и двое в Орта-Сан-Джулио 16 сентября. На следующий день, 17 сентября, четверо евреев были убиты в Стрезе.
В октябре 1943 года солдаты того же батальона убили еврейского банкира Этторе Оваццу и троих членов его семьи в Интре, недалеко от Вербании и у озера Маджоре.
Таким образом, по крайней мере 50 греческих и итальянских евреев были убиты ССовцами в сентябре и октябре 1943 года во время резни на озере Маджоре. Всего в ходе этих массовых убийств, часто называемых первой немецкой резнёй евреев в Италии во время Второй мировой войны, насчитывается 57 жертв.

## Расследование

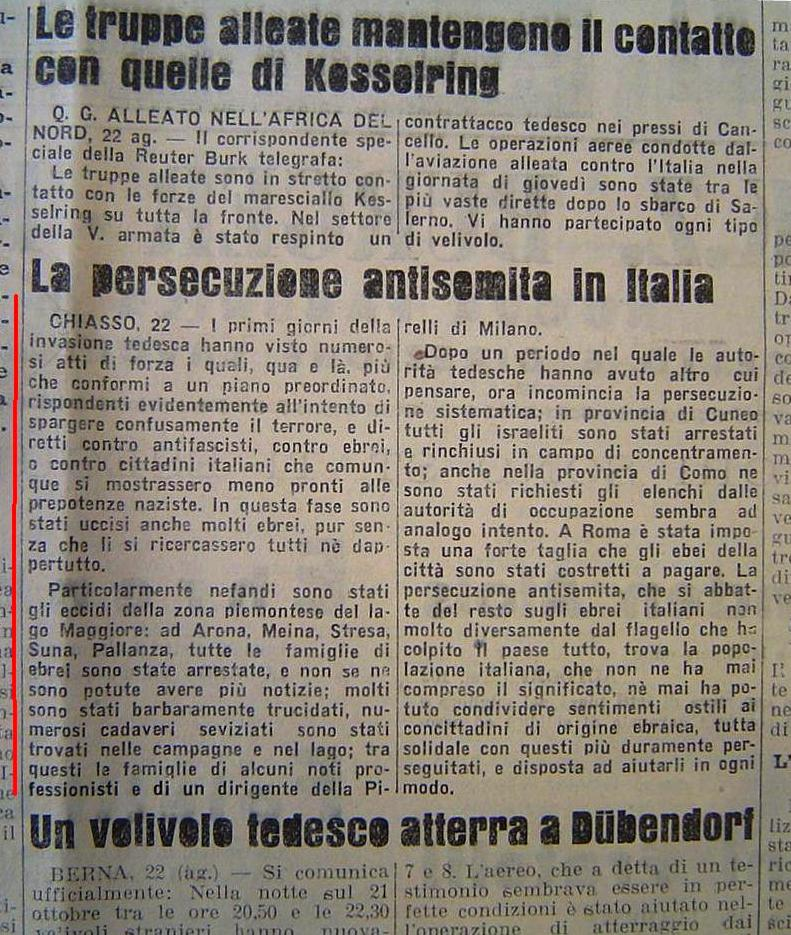
Статья в швейцарской газете о событиях 23 октября 1943 года

Дело привлекло международное внимание после того, как одно из тел убитых евреев было вынесено на берег в Швейцарии, о чём сообщила местная газета. Это вынудило дивизионный суд «Лейбштандарта» провести расследование, но никаких результатов не было достигнуто, а дивизию вскоре вернули на Восточный фронт.
Позднее, в 1968 году, пять членов «Лейбштандарта», Ганс Крюгер, Герберт Шнелле, Ганс Ревер, Оскар Шульц и Людвиг Лейт, были обвинены судом в Оснабрюке в 22 случаях убийств под командованием гауптштурмфюрера СС Фридриха Бремера.
Суд признал первых троих виновными в убийстве и приговорил их к пожизненному заключению, а двое других получили по три года тюремного заключения как соучастники преступления. Дело было передано в Федеральный верховный суд Германии, который постановил, что, не отменяя обвинительный приговор, виновные должны быть освобождены по формальным причинам — поскольку преступление было совершено в 1943 году, срок давности истек. Этот вердикт вызвал большое разочарование в Германии среди молодого поколения государственных прокуроров, которые были заинтересованы в судебном преследовании исполнителей нацистских преступлений.
В 1954 году в Клагенфурте в убийстве семьи Овацца был обвинён австрийский оберштурмфюрер СС Готфрид Меир, но был признан невиновным. Однако в 1955 году он был заочно осуждён военным судом в Турине и приговорён к пожизненному заключению, но так и не был экстрадирован.

## В культуре
События и резня в отеле «Мейна» были экранизированы в 2007 году. Фильм вызвал споры, поскольку отклонился от сюжета книги, написанной Марко Ноццей, и от реальных событий, и изображал немцев в положительном свете.
Бекки Бехар Оттоленги, дочь владельца отеля и очевидец событий, которой тогда было тринадцать лет, опубликовала свои воспоминания об этих событиях в книге под названием «Забытая резня».